# Pesade

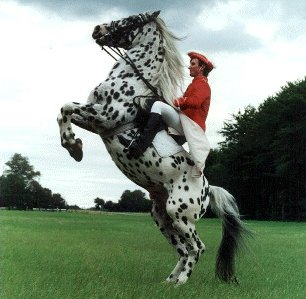
Knabstrupper bei einer Pesade

Die Pesade (ital. „posata“ von „posare“ = Modell stehen, posieren, laut Waldemar Seunig daraus später Pesade von „pesare“ = wiegen) ist eine Übung der klassischen Reitkunst, bei der das Pferd sein Gewicht auf die Hinterbeine verlagert, seinen Rumpf  in einem Winkel von mehr als 45° zum Boden hebt und die Vorderbeine an den Leib zieht. Ist der Winkel kleiner, spricht man von einer Levade. Die beiden Begriffe Levade und Pesade waren synonym, bis sie Ende des 19. Jahrhunderts von Gustav Steinbrecht unterschieden wurden.
Die Pesade ist die Veredlung des natürlichen Aufbäumens (Steigens) des Pferdes. Sie wurde  schon früh von Reiterkriegern genutzt, um den Leib des Pferdes als Schild und die Vorderhufe als Waffe einzusetzen.

Das kunstvolle Erheben wird erstmals 400 v. Chr. vom griechischen Kriegspferdeausbilder Xenophon erwähnt. 

„Es ist nicht wahr, wie einige glauben, dass das Pferd, welches die gelenksamsten Beine hat, darum allein mehr Leichtigkeit besitze, sich mit dem Vorderteile zu erheben, sondern nur dasjenige, welches das biegsamste Kreuz, kurze und starke Lenden hat, dieses wird die Hinterfüße am weitesten unter die Vorderfüße setzen können, und im Augenblicke, da es dies tut und man ihm den Zaum anzieht, so wird es den Hinterkörper auf die Fersen stellen und sich mit dem Vorderteile erheben, so dass man von vorn den Bauch und das Geschröte sieht.“

Die Pesade zählt zu den Schulen über der Erde der Reitkunst.
Diese werden unterschieden in Erhebungen (Levade und Pesade) und Schulsprünge (Croupade, Ballotade, Kapriole, Wiener Courbette).
Guérinière setzt die Pesade auch zur Verbesserung des Tummelns (Tèrre-à-tèrre, Mezair, Courbette) ein.

„Die Pesade hat ferner den Nutzen, den Fehler derjenigen zu verbessern, die in Mezair oder in der Courbette sich nicht genugsam heben und mit den Vorderfüßen in Unordnung kommen “

Die Pesade wird zumeist erst an der Hand geschult, bevor sie unter dem Reiter ausgeführt wird.  Sie wird aus der Piaffe oder der Parade im Stand entwickelt. Holleufer unterscheidet drei verschiedene Manieren, die Pesade auszuführen:

„Die einen, die vorsichtigen und gelassenen, vielgeübten und mit einer kräftigen Hinterhand versehenen, treten mit einem Hinterfuß nach dem anderen allmählich so lange vor, bis sie den Stützpunkt erreicht haben, dann gehen sie bedächtig mit der Vorhand hoch und lassen sich ebenso bedächtig wieder herab. Andere Pferde versammeln sich durch ein paar kurze Tritte rückwärts oder durch ein Zurückschieben des Oberkörpers hinter die Hinterhufe; wieder andere setzen mit beiden Hinterschenkeln zugleich in einem kurzen Sprung lebhaft vor und gehen schnell hoch, kommen aber auch meistens etwas eiliger herunter.“

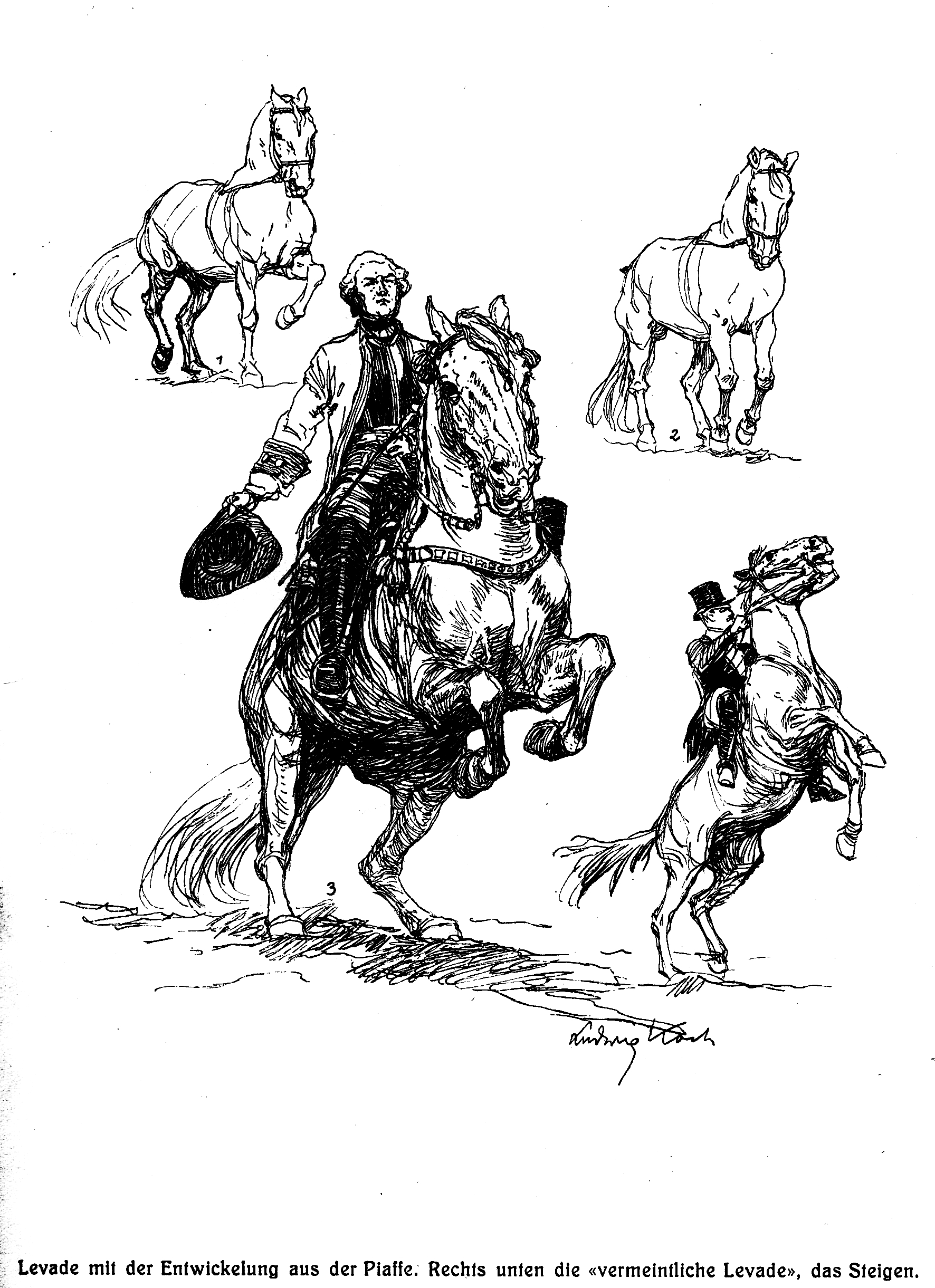
Großes Bild: kultivierte Erhebung (hier Levade),
oben: Entwicklung aus der Piaffe,
unten rechts: unkontrolliertes Steigen.
Zeichnung von Ludwig Koch

In der Pesade ist das Körpergewicht des Pferdes gleichmäßig auf beide Hinterbeine verteilt, die nebeneinander stehen. Die Vorderbeine sind angewinkelt an den Leib gezogen, das Pferd balanciert sich in beigezäumter Haltung und verharrt oft wesentlich länger als eine Sekunde in der Pesade. Anders verhält es sich beim Steigen. Dabei bäumt sich das Pferd auf, wirft Hals und Kopf hoch und zeigt verschiedene sonstige Abweichungen von der beschriebenen Form, wobei rascher Balanceverlust bis hin zum Ausrutschen oder Überschlagen führen kann.